# Аустријска књижевност
Аустријска књижевност је књижевност стварана у Аустрији, која је углавном, мада не искључиво, писана на немачком језику. Неки научници говоре о аустријској књижевности у ужем смислу од 1806. године, када је Франц  распустио Свето римско царство и основао Аустријско царство. Много либералнија дефиниција обухвата све књижевне радове написане на територији данашње и историјске Аустрије, посебно када су у питању аутори који су писали на немачком језику. Тако је историја аустријске књижевности у седам томова аутора Херберта Земана и Фрица Петера Кнапа насловљена Историја књижевности у Аустрији. Мора се узети у обзир да је аустријска књижевност у тесној вези са немачком књижевношћу, а граница између немачке и аустријске књижевности је та што је аустријска књижевност порозна, због богатих и комплексних културних размена.

## Порекло и позадина
Постоје и постојали су многи покушаји да се изради комплетна дефиниција аустријске књижевности. Нешто у чему се већина људи слаже је да постоје одређене разлике и карактеристични мотиви у овој књижевности који је одвајају од других књижевних традиција.
Од 19. века па надаље, Аустрија је изнедрила нека од највећих имена савремене књижевности. Она је била дом писаца попут Аделберта Штифтера, Артура Шницлера, Франца Верфела, Штефана Цвајга, Франца Кафке, Томаса Бернхарда, Јозефа Рота, Роберта Мусила, песника Георга Тракла, Роуз Аусландер, Франца Грилпарцера, Рајнер Марија Рилкеа, Пола Селана. Познати савремени аустријски писци су и Елфриде Јеликен и Петер Хандке, есејисти Роберт Менасе и Карл-Маркус Гаус. Ипак, тешко је говорити о аустријској књижевности пре тог периода. У раном 18. веку, Лејди Мери Вортли Монтагју, док је била у посети Бечу, била је запањена што уопште није срела писце. Позната по својим доприносима архитектури, а и као једна од земаља са највећом музичком традицијом у Европи, Аустрија је класични канон у књижевности достигла тек у 19. веку.
Бројни разлози се могу дати за то. Прво, све уметности су биле привилегија царског двора, који је видео културу као политичко средство и користио је у пропагандне сврхе. Барокне палате, царски портрети и музика су веома добро служили овом циљу, док се књижевност сматрала мање погодном, па због тога није била подстицана. Други разлог је касна појава немачке књижевности; иако је много дела било објављивано на немачком језику, мало њих је било тог калибра да постане “класик” све до краја 18. века, када су Гете и Шилер почели да стварају. У Аустрији је царска држава такође немилосрдно цензурисала многе књиге; Јади младог Вертера, Гетеов роман који приказује екстатичну љубав и самоубиство младића, изнедрио је низ имитација самоубистава широм Немачке, па су многе државе забраниле тај роман, али, аустријске власти су забраниле читав Гетеов опус. Овакве цензуре су углавном долазиле од стране Марије Терезије и њене “мисије чедности”, с намером да подржи јавни морал, али ова мисија не само да је створила фасаду пристојности, већ је успорила и интелектуални напредак. Али, можда и највећи разлог касног књижевног остварења у Аустрији је био њен културни начин размишљања. Према културном историчару Карлу Емилу Шорскеу, Аустрија је, као „земља са дубоким католичким коренима, имала дубоку сензуалну, пластичну културу”. Погледи беспослене аристократије били су копирани од стране нижих слојева. Овај менталитет није била нужно лоша ствар; нагласак на лепоту и фантазију утицао је на успостављање царске престонице - Беч, па је тако Беч био највећи музички центар у Европи. Али, то није био најбољи основ за књижевни експеримент. Ипак, либерализација Аустрије крајем 19. века створила је динамичнију климу за писање, која је убрзо произвела процват књижевности.

## Историја

### Антика
Када је реч о књижевности која је настајала на територији данашње Аустрије, треба се указати на то да су постојала дела још у древним временима, посебно у латинском и грчком периоду. Са друге стране, староседеоци Келти који су живели на овом подручју нису имали писани језик, па због тога нису ни остављали писане трагове. Ипак, може се рећи да је аустријско тло било домаћин једног од највећих дела римске књижевности; римски цар Марко Аурелије живео је неколико година у Карнунтуму и Бечу и написао већи део својих Медитација управо у овим градовима; упркос томе, ово дело се углавном сврстава у грчки канон.
Келтска култура представља део како аустријске народне културе, тако и књижевности. Келтски митови и легенде били су полазна тачка за многе ликове из бајки или народних легенди, као и извори за књижевне теме у средњем веку.
Пошто је већи део аустријске књижевности написан немачким језиком, обично се за њен почетак узима долазак баварских племена, која су са собом донела језик који је касније постао немачки.

### Средњи век

#### Рани средњи век (750—1170)
Пре и током раног средњег века највише времена било је посвећено усменом ширењу поезије. Из тог разлога је данас готово све изгубљено. Текстови који су остали записани могу се наћи тек у понеким манастирима. Материјали за писање били су скупи, а њихова израда тешка. Због тога су записивана само дела од великог значаја, а у то време су то углавном били религијски текстови. Поред тога, већина дела била је прво преведена на латински, па тек онда записана (на пример германски племенски закони). Различити извори, међутим, сугеришу да су постојали аристократски историјски записи, лирски фолклор (игре, љубавне песме, враџбине). Само случајно су поједини текстови сачувани у манастирима. Пример за то су Merseburger Zaubersprüche, две германске чини као једини писмени доказ паганске религије у немачким говорним земљама. Дело Hildebrandslied је такође важно и као писмени доказ германске јуначке књижевности.
Први немачки текстови који су превођени на латински биле су црквене књиге из периода око 750. године. Бенедиктинске заједнице у Мелку и Салцбургу обављале су значајне књижевне и религијске активности. Ава (1060—1127), која је први познати женски писац који је стварао на немачком, писала је овом верски инспирисаном традицијом и живела на територијама које су и тада, а које и данас припадају Аустрији.

#### Високи и касни средњи век (1170—1500)
Са крсташким ратовима око 1160. године, витезови су постали значајнији и просперитетнији. Усмено дворско песништво постала је нова форма, које се бавила њиховим животима. Теме балада су такође постале световније, тако да се у истим говорило о љубави, ратовима и политици. Било је доста путовања дуж Дунава, са путујућим певачима - минезенгерима, који су доносили вести и нове песме. Градови су постајали богати и независни. Први представници овог покрета и први познати мушки писци били су писци на немачком језику Дер фон Куренберг и Дитмар фон Ајст (12. век). Крајем 12. века настало је једно од најзначајнијих дела тога времена - Песма о Нибелунзима. Настала је од стране непознатог песника, вероватно на територији Аустрије. Како је традиција минезенгера све више добијала своје наследнике, старији песници обучавали су млађе. На пример, вероватно најпознатији немачки минезенгер Валтер фон дер Фогелвајде (13. век) учио је свој занат од Рајнмара фон Хагенауа на двору у Бечу. Међу осталим познатим минезенгерима издвајају се Најтхард фон Ројнтал, Јанс дер Еникел, Улрих фон Лихтенштајн и Освалд фон Волкенштајн.
у 12. веку се такође развијала и сатира. Сифрид Хелблинг био је пример писца који је стварао дела оваквог карактера.
Касније је дворско песништво, неговано од стране витезова, постало занат којим су се бавили грађани - такозвани мајстерсингери. Центар ове поезије био је више на западу, у Нирнбергу. Микел Бехејм био је мајстерсингер који је био снажно повезан са двором у Бечу. Још један облик који се развијао у то време била је драма. Представе страдања Исуса биле су веома често извођене.
Аустријски представник књижевности везане за свети грал био је Хајнрих фон дем Турлин. Он је написао песму Diu Crône која има око 30.000 стихова. Едиција оригиналног издања на горњонемачком недавно је завршена од стране бечких германиста (Фриц Петер Кнап, Мануела Ниснер - први део, 2000; Алфред Ебенбауер, Флоријан Крагл - други део, 2005), а у припреми је и превод на савремени немачки језик.

### Ренесанса
Око 1600. године, хуманизам се проширио Европом, својим поновним интересовањем за антику, њену културу и идеале. Ширење је кренуло из Италије и обухватило читаву Европу. Цар Максимилијан I био је велика присталица овог покрета. Он је успео да на свом двору окупи велики број хуманиста попут Конрада Келта оснивача чувеног Collegium Poetarum или Јоакима фон Вата, песника каснијег времена који је стварао на латинском. Елеонора од Аустрије превела је на немачки језик веома популарни француски авантуристички роман Pontus et la belle Sidonie. Велике личности католичке цркве тог периода били су и Никола Кузански и Петар Канизије, који су били повезани са аустријским двором, а нека њихова дела била су написана на немачком.

### Барок
Тридесетогодишњи рат умногоме је утицао на европске књижевне токове; неки писци засновали су своја дела на патњама народа тога времена или су се повукли у свет религиозних списа. Други су одговорили бекством, нудећи читаоцу леп и миран свет у који је он могао да побегне. Шаљиве приче донеле су велико олакшање напаћеном народу. Овај поступак видљив је у религиозним и комичним делима Абрахама а Санта Кларе, као и у религиозној поезији Катарине Регине фон Грифенберг.
Као реакција протестантских покрета реформације, који су потресли хабзбуршке земље под католичком управом, многе католичке школе појавиле су се на простору Аустрије. Ове школе, вођене језуитским редом, развијале су представе и опере које су биле у италијанском стилу и задивљавале углавном својом луксузном опремом. Проповеди су такође биле важан жанр барокне књижевности, укорењене у контрареформацији. Поменути бенедиктански монах Абрахам а Санта Клара био је значајан проповедник тога доба. Језуит, Грегор Шерер, још један је пример монаха чије су проповеди биле објављиване и који су имали ширу публику.
Још један литерарни облик популаран у овом периоду биле су и импровизоване представе, такозване лакрдијашке игре. Овај правац представљали су Јозеф Антон Страницки, Готфрид Прехаузер, Јоаким Перинет и Јозеф Феликс фон Курц-Бернардон.
Примери барокне епске и средњовековне фикције били су пикарски романи Јохана Бира, који представљају реалан опис стварности тога времена.

### Просветитељство
Са почетком просветитељства око 1720. године, филозофија и потреба литературе за бољим образовањем читаоца била су две нове и јаке мотивације за развијање књижевности.
Дошло је до поновног интересовања за Аристотела и његово учење. Ове идеје развијале су се на територији Аустрије за време владавине Марије Терезије и њеног сина Јозефа II. Око 1790. године, идеје просветитељства су биле чврсто укорењене и античке класичне културе (грчка и римска) биле су инспирација за песнике, писце, уметнике и архитекте. Хармонија и лепота били су неки од идеала овог времена.
Аустријска књижевност била је у ово доба под јаким утицајем масонерије и снажно повезана са критикама према свештенству. Све ове околности довеле су до тога да књижевност постане образовна и наставна. Сатира је такође почела да буде један од најчешће коришћених књижевних жанрова.
Књижевни живот просветитељства био је сконцентрисан око алманаха Wienerischer Musen-Almanach. Он је основан 1777. године (од 1786. године излази под промењеним називом Wiener Musen-Almanach). Часопис су основали Јозеф Франц фон Рацки и Готлиб фон Леон. Од 1781. године уредник алманаха био је и Алојз Блумауер (чак је неколико издања уредио сам).
Значајно место у аустријској књижевности овог периода има и Јохан Баптист фон Алкингер, који је написао средњовековне епове Doolin von Maynz (1787) и Bliomberis (1791), оба инспирисана традицијом масонерије. Такође је писао и поезију базирану на антиклерикалним идејама. Списи могућег свештеника Јохана Пезла такође се баве овом темом. Поред тога, он је писао и новинарске и епске текстове.
Класичну визију поезије промовисао је Јозеф Шрајфогел, који је утицао на многе касније уметнике, попут Франца Грилпарцера. Такође, Шрајфогел је значајно побољшао квалитет аустријског позоришта. Био је драмски саветник дворског позоришта у Бечу у периоду између 1814. и 1832. године.
Још један познати драматург овог доба био је Јохан Непомук фон Калкберг, али историјске теме његових драма дале су његовом опусу укус романтизма.

### Прва половина 19. века
У овом периоду било је доста филозофских и естетских дела која су створила романтичарску еру око 1820. године, а писци су углавном били племићи. Док су трајали Наполеонови ратови, многи људи желели су литературу, која им је помагала да побегну од реалности и оду у свет фантазија. Многа дела верског карактера писали су писци који су људима дали нову наду. Клеменс Марија Хофбауер, Едуард фон Бауернфелд и Франц Грилпарцер били су само неки од писаца који су стварали у овом периоду. Немачки писац Карл Вилхелм Фридрих фон Шлегел је такође живео и радио у Бечу, у периоду око 1809. године.

### Бидермајер
Бидермајер се односи на радове у области књижевности, музике, визуелних уметности и дизајна ентеријера у периоду између 1815. године (Бечки конгрес), од краја Наполеонових ратова, и 1848. године, године европских револуција и супротности са романтичком ером која је претходила овом периоду.
Бидермајер се може поистоветити са два правца у историји раног 19. века.
Први тренд представља пораст глобализације и индустријализације који води оснивању нове урбанистичке средње класе. Први лидови Шуберта, који су изведени на клавиру без значајне музичке обуке, служили су као пример. Такође, бидермајер писци су углавном били из средње класе, за разлику од немачких романтичара, који су углавном били племићи. Други тренд била је политичка репресија после завршетка Наполеонових ратова, због чега су људи почели да се интересују за своју државу и домаћу сцену, а мање за политику.
Строга правила издавања и цензура имали су за последицу да су главне теме о којима је писано у овом периоду биле неполитичке, рецимо историјске фикције или књиге о мирном животу на селу. То не значи да се нису дешавале многе политичке дискусије, али се то дешавало у кућама и у присуству блиских пријатеља. Ова експлозивна ситуација довела је до револуција у Европи 1848. године.
Песници тога времена у Аустрији били су Николаус Ленау (1802—1850), Франц Грилпарцер, Фридрих Халм (1806—1871; такође познати писац новела), Јохан Непомук Нестрој (1801—1862) и Фердинанд Рајмунд (1790—1836). Грилпарцер се често наводи и као представник аустријског класицизма у књижевности, а писао је трагедије у стилу вајмарских класичара, Нестрој и Рајмунд су били представници бечког фолкштука - комедија намењених широким масама, које су углавном извођене у Народном позоришту у Бечу.
Чарлс Силсфилд - псеудоним Карла Постла који је живео дуго у Сједињеним Државама и писао романе чија се радња одвијала на Дивљем Западу. Са друге стране, он је писао и о Аустрији и критиковао њен апсолутизам током бидермајера, што је довело до његовог непризнавања од стране аустријских власти.
Крај бидермајера обележен је делима Аделберта Штифтера (1805—1868). Његово прво дело Индијско лето (Der Nachsommer), иако објављено 1857. године, дакле после 1848. која представља крај бидермајера, сматра се једним од најбољих дела овога правца. Штифтер је утицао не само на Петера Рузегера, већ и на немачке писце попут Гангхофера, Хајзеа, Фрејтага, Вилденбруха, али и на касније писце (из доба простог реализма) попут Сторма, Фонтанеа, а преко њих и на Томаса Мана и Хесеа.

### Реализам
Аустријски писци реализма су, пре свега, били писци кратких прича попут Фердинанда фон Сара, Мари фон Ебнер-Ешенбах и већ поменутог Аделберта Штифтера. Мари фон Ебнер-Ешенбах је позната по својим психолошким романима и новелама, као и по свом друштвеном ангажману. Фердинанд Кирбергер био је романописац, као и Леополд фон Захер-Мазох, који је постао познат захваљујући свом делу Венера у крзну - еротично понашање и фетиши које је он описао у роману касније су добили назив мазохизам по њему.
Још један писац кога треба поменути је Берта фон Сунтер. Она је писала друштвене романе чији се књижевни квалитет не цени много од стране књижевних критичара и германиста, али је она 1905. године добила нобелову награду за мир за свој роман Доле оружја.
Док је у немачкој реализам отворио пут натурализму, сличан књижевни покрет се никада није развио у Аустрији. Уместо тога, уследили су југендстил и експресионизам.

### 20. век

#### Прва половина 20. века
Југендстил је првенствено културни покрет архитектуре и декоративних уметности. Са друге стране, бечки југендстил је нарочито обележен присуством уметника сваког жанра, па тако и композитора и писца. Бечки писци, попут Артура Шницлера и Штефана Цвајга, често се помињу у овом контексту. Атрур Шницлер се може навести и као најтипичнији писац овог периода. Његова главна дела објављена су између 1890. године и Првог светског рата, претежно романи, кратке приче и позоришне представе.
Веома важан центар аустријске књижевности двадесетак година пре почетка Првог светског рата био је Праг. Он је био центар писаца немачког говорног подручја, углавном Јевреја, писаца који не само да су дали важан импулс за целокупну аустријску и делимично светску књижевности, већ су представљали веома важан део аустријске књижевности. Њихов утицај задржао се до 1930-их година. Неки од њих били су Оскар Баум, Макс Брод, Франц Кафка, новинар Егон Ервин Киш, Густав Мејринк, Роберт Мусил, Рајнер Марија Рилке, Франц Верфел и Оскар Винер.
Експресионизам представљају пре свега песник Георг Тракл и драматург и наратор Хуго фон Хофманштал, обојица родом из Салцбурга.
Крај Првог светског рата смањио је Аустрију на веома малу и углавном земљу немачког говорног подручја. Неки аустријски књижевници одлучили су се за нове земље у развоју, на пример Кафка и Верфел за Чехословачку, други мигрирали, рецимо Мусил у Беч и Берлин, Рајнер Марија Рилке у Беч, а касније и у Париз, Елијас Канети у Беч. Политичка руптура и чињеница да је ова Аустија изгубила највећи део своје територије, индустрије и пољопривреде, довеле су до фаталне осуде бројних Аустријанаца и веровања да би само унија са Немачком могла да их спасе од тоталне пропасти, убеђење које је било основ за каснију анексију од стране Хитлера 1938. године. Дела неких писаца и сама дају увид у ова убеђења. Стога су, Роберт Мусил и Хуго фон Хофманштал изразили своју “немачку” тачку гледишта, док су други, попут Штефана Цвајга, Франца Верфела и Александра Лернет-Холеније били против тога и строго се борили за аустријску културу и традицију.
Период између два рата било је време изузетно богате књижевности у Аустрији. Роберт Мусил је написао чувени роман Човек без својстава, Штефан Цвајг објавио мноштво есеја, прича и романа, Карл Краус је уређивао часопис Die Fackel (Бакља), за који је готово све чланке писао сам, Франц Верфел написао неке од његових најбољих романа, на пример Die vierzig Tage des Musa Dagh који приповеда трагедију Јермена из 1915. године, а после смрти Франца Кафке, његов животни пријатељ Макс Брод почео је да објављује Кафкине недовршене романе. Каснији нобеловац Елијас Канети студирао је и живео у Бечу и ту написао једини роман Auto-da-Fe, а пре аншлуса побегао у Енглеску. Аналогно Мусиловој Каканији, Фриц Фон Херзмановски-Орландо написао је Тароканију за чудне личности његових шаљивих романа и прича.

#### Аустрофашизам и нацистичка диктатура
Католички и конзервативни аустрофашизам ступио је на снагу после Аустријског грађанског рата и ревитализовао цензуру. Важнији утицај на аустријску књижевност било је нацистичко оснаживање Немачке 1933. године. Треба узети у обзир да, не само што је већина читаоца немачког говорног подручја живела у Немачкој, већ и да су скоро сви велики издавачи књига на немачком језику такође били стационирани у Немачкој. Године 1933. дошло је и до распада П. Е. Н.-а (енгл. P.E.N. - Poets, Essayists and Novelists) у Дубровнику. Чланови овог удружења изразили су званичан протест против прогона писаца и спаљивања књига од стране нациста. То је довело до тога да немачка делегација напусти организацију и да се, у складу са принципима организације, не меша у политику. Неки чланови аустријске делегације солидарисали су се са Немцима, док су други подржали резолуцију. Овај разлаз настављен је касније у Бечу и довео је до одвајања либералних и “немачких националистичких” аутора; ови последњи напустили су аустријски П. Е. Н. и касније обожавали Хитлера и његову анексију Аустрије. Нацистичка Немачка је догађаје посматрала пажљиво, бојкотовала одмах либералне ауторе, који самим тим нису могли да објављују у Немачкој и тако изгубили већину својих читалаца и прихода. Након анексије, ови књижевници су гоњени и од стране својих немачких колега годинама, а многи од њих, посебно Јевреји, убијени су или присиљени да емигрирају.
Штефан Цвајг је побегао у Бразил, Франц Верфер у САД заједно са немачким писцем Хајнрихом Маном, Елијас Канети у Енглеску. Други, попут Јуре Сојфер, били су убијени од стране нациста. Године 2007, друштво Теодор Крамер објавило је антологију аустријске поезије у егзилу под насловом In welcher Sprache träumen Sie (На ком језику сањаш). Уредници су представили 278 аутора чија су имена у многим случајевима била избрисана. Познатији међу њима били су Илза Ајхингер, Франц Теодор Цокор, Алберт Драх, Алберт Париз Гитерсло, Феликс Полак, Паула фон Предадовић, Јозеф Рот, Хилда Шпил, Вилхелм Сабо, Ханс Вајгел, Штефан Цвајг.
Током нацистичке диктатуре, која је фактички збрисала државу Аустрију, аустријски клуб П. Е. Н. је био у егзилу у Лондону, а наставио је са радом у Аустрији 1946. године. До 1973. године, овај клуб је била једина значајна организација аустријских писаца.

#### Књижевност после Другог светског рата
Књижевност после Другог светског рата састоји се од многих праваца. Док су неки писци били у потрази за преоријентацијом, попут Илзе Ајхингер, Ингеборга Бахмана, Хејмита фон Додерера, Александра Лернет-Холеније, Герхарда Фриша и Ханса Леберта, други су се вратили из концентрационих логора, попут Жан Амери, из бивше аустријске територије, попут Роуз Аусландер и Пола Селана, или из избеглиштва, међу којима су Ханс Вејгел и Фридрих Торберг, док су неки остали у егзилу, као што су Херман Брош и Франц Верфел. Са друге стране, неки “нацистички” писци сачували су своје позиције, међу којима су Макс Мел, Франц Набл и Карл Хајнрих Вагерл. Овај последњи и други, католички, писци почели су да формирају веома конзервативни блок у оквиру аустријске књижевности. Преко аустријског П. Е. Н.-а чинило се да су они успевали да контролишу државне субвенције за књижевност, као и књижевне награде до 1970-их.
Неки писци су били у добрим односима са Групом 47 са седиштем у Немачкој, а неки су били и чланови исте. Међу њима су Илза Ајхингер, која је објавила роман Die größere Hoffnung (Велика нада) и наратор и песник Ингеборг Бахман. Обоје су добили награду групе 47 за књижевност. Други аустријски чланови Групе 47 били су Пол Селан и Ерих Фрид. Док се Селан, након неког времена проведеног у Бечу, преселио у Париз, Фрид је отишао у Берлин. Године 1954, Бечка група формирана је од стране Ханса Карла Артмана и других. Фридрих Ахлајтнер, Кондрад Бајер, Герхард Рум и Освалд Винер припадали су овој групи, као и Ернст Јандл и Фредерике Мајрокер.
Ханс Леберт написао је роман Wolfshaut (Вучја кожа), у коме је описао измишљено село по имену Schweigen (Тишина), као алегорију на тишину многих Аустријанаца након нацистичке диктатуре, који су се претварали да не знају ништа о томе шта се десило у њиховој земљи.
Неколико томова дневника садрже ратна сећања Хејмита фон Додерера. Ипак, овај писац углавном је познатији по својим романима, које је пажљиво дизајнирао, а неки од њих су Die Strudlhofstiege, Демони, Водопади Слуња и Меровинзи. Додерер је утицао на многе писце својом романескном вештином, међу којима је и Роберт Шиндел.

#### 1973—2000.
Године 1973. основано је удружење писаца у Грацу, углавном као знак протеста против конзервативизма П. Е. Н-а и њихове контролне позиције, на пример приликом додељивања књижевних награда. Ово књижевно удружење названо је GAV (Grazer Autorenversammlung). Међу њеним оснивачима и првим члановима могу се наћи имена попут Барбаре Фришмут, Петера Хадкеа, Ернста Јандла, Алфреда Колерича, Фредерике Мајрокер, Михаела Шаранга и других. GAV је временом постало највеће удружење писаца у Аустрији, са више од 500 чланова.
Последње године 1960-их и прве 1970-их обележене су експерименталним позоришним представама. Петер Хандке испробао је другачији начин позоришне комуникације својим делом Вређање публике из 1966. године. Kaspar и The Ride Across Lake Constance су такође примери оваквог експеримента. Ернст Јандл и Фредерика Мајрокер створили су нову врсту експерименталне поезије, тзв. Konkrete Poesie, која се, на први поглед, више бавила звуцима говора него семантиком.
Један од најзначајнијих писаца после Другог светског рата био је Томас Бернхард (1931—1989). Написао је девет романа, неколико књига прича и кратке прозе, као и неколико аутобиографских дела и бројне представе. Његова дела су, у више наврата, изазвала јавне контроверзе, с обзиром да је Бернхард константно нападао типичан аустријски начин третирања нацистичке прошлости једноставним игнорисањем онога што се десило. Једна од драма носи назив Heldenplatz и представља отворену алузију на бечку централну царску палату, у којој је Хитлер одржао свој први говор након анексије Аустрије пред стотинама хиљада Аустријанаца који су га дочекали овацијама.
Маријана Фриц (1948—2007) била је познати романописац. Њен трећи роман - Dessen Sprache du nicht verstehst (Чији говор не разумете) - објављен је 1985. године. На више од 3.000 страница, она описује језички и измишљени универзум који се бави падом аустријског царства. И више од тога, она је користила веома вештачки језик, ломећи многе језичке норме, како би постигла ритмичнији говор. Маријана Фриц интензивирала је ову индивидуалну естетику својим четвртим и петим романом, који заједно имају више од 10.000 страна.
Током 1980-их, посебно након политичког скандала око бившег секретара УН и потоњег аустријског савезног председника Курта Валдхејма, формирана је нова и препознатљива јеврејска књижевност. Роберт Шиндел објавио је роман Gebirtig, који се бави савременим јеврејским друштвом у Аустрији и болним сећањима на холокауст. Роберт Менас познат је по својим романима, а нарочито есејима о Аустрији. Још један аутор који се бавио јеврејским темама био је Дорон Рабиновици.
Кристоф Рансмајр меша историјске чињенице са фикцијом. У свом познатом роману Morbus Kithara ствара сценарио у коме Аустрија није добила помоћ од Маршаловог плана након Другог светског рата и била је осуђена да постане искључиво пољопривредна земља. На тој основи, аутор пише о времену после рата, о бившим војницима, о бившим нацистима и преживелима из концентрационих логора и на тај начин осликава сложеност послератне Аустрије.
Јозеф Хаслингер написао је роман Opernball, у коме је описао фиктивни напад на Бечку оперску кућу, у којој су сви присутни, укључујући и целу аустријску владу, били убијени бојним гасом. Овај напад доводи нову фашистичку странку на власт, која преко неколико идеалистичких новинара покушава да исприча своју причу. Хаслингер је, између осталог, аутор есеја о Валдхајм афери. Мило Дор, рођен Србин који је сва своја дела стварао на немачком језику и који представља веома важну фигуру на књижевној сцени Аустрије, изабрао је опасне ултра десничарске партије као тему за своје дело Бечи, јули 1999. Друга његова дела углавном описују судбину емиграната након Другог светског рата.
Есеји су такође имали традицију у аустријској књижевности. Корени истих могли су да се нађу код Франца Грилпарцера, Хермана Бара и посебно Карла Крауса. Један од најзначајнијих есејиста из периода после Другог светског рата био је Жан Амери чији је опус, пре свега, састављен од есеја, чланака и критика. Историчар и научник Фридрих Хир аутор је текста на око 50.000 страница, а већина њих су исписане есејима о аустријским и европским темама, о историји и филозофији, као и о религији и књижевности. Млађи представник аустријског есејизма је Карл-Маркус Гаус, који пише за неколико листова у Аустрији, Швајцарској и Немачкој. Његове књиге говоре о људима Централне и Источне Европе, о њиховој култури и књижевности. Он је такође главни и одговорни уредник часописа Literatur und Kritik (Књижевност и критика).

#### Нобелова награда за књижевност
Године 1981, Елијас Канети је добио Нобелову награду за књижевност. Иако његово место рођења данас припада Бугарској, он је већи део свог живота, посебно период између два рата, проводио у Бечу и све своје књиге писао на немачком језику. Након његове (принудне) емиграције у Лондон, он је постао британска тема. Последње године живота провео је у Цириху, Швајцарска. Његова најзначајнија дела су роман Auto-da-Fe, есеј Гомила и моћ, као и његов огромни дневник. Три тома мемоара дају увид у аустријско друштво до почетка Другог светског рата и описују везе аутора са књижевном сценом тога доба.
Године 2004, Елфриде Јелинек (рођена 1946) добила је Нобелову награду за књижевност за свој “музички ток гласова у романима и игара које, са изузетним језичким жаром, откривају апсурдност друштвених клишеа и њихову моћ подвргавања”. Живи у Бечу и Минхену. Њен опус обухватају романи (Пијанисткиња и Деца смрти), али и позоришне представе (Clara S., Burgtheater и Bambiland). Ипак, она је 1960-их почела да пише поезију и кратке приче.